# Schaduwdubbeltandmos
Schaduwdubbeltandmos (Didymodon umbrosus)  is een soort uit het geslacht dubbeltandmos (Didymodon).

## Determinatie

### Uiterlijke kenmerken
Schaduwdubbeltandmos heeft kenmerkende groene tot zeer heldergroene bladeren die duidelijk contrasteren met een lichtbruine kleur aan de basis. De stengels zijn kort. De bladeren zijn langwerpig en verspreid gekromd wanneer droog, terwijl ze vochtig zijn, zijn ze gespreid naar achteren gebogen en niet gekield. Ze hebben een scherpe punt en meestal vlakke, gave randen. De bladnerf sterkt zich door het hele blad uit en is breder in het midden. De plant kan zich ongeslachtelijke voortplanten door middel van meercellige knollen op de rhizoïden. De sporenkapsels zijn klein. Het peristoom heeft 32 tanden.

### Microscopische kenmerken
De basis van de bladeren heeft rechthoekige cellen, terwijl de cellen aan de uiteinden van het blad in rijen liggen, meestal zonder papillen. De sporen zijn klein en variëren in kleurreactie met kaliumhydroxide van vegatief of geel of oranje of roodbruin.